# برنامه نیازهای کمینه (هند)
برنامه نیازهای کمینه (به انگلیسی: Minimum Needs Programme) در سال اول سری پنجم برنامه‌های پنج ساله(۱۹۷۴–۷۸)، به منظور ارائه حداقل نیازهای پایه و ارتقاء استانداردهای زندگی مردم، معرفی شد. هدف آن «توسعه اجتماعی و اقتصادی جامعه، به خصوص بی بضاعتان و افرادی که خدمات کمی به آنها رسانده شده» است.

## مولفه‌ها
این برنامه شامل مولفه‌های زیر است:
- بهداشت روستایی
- تأمین آب مناطق روستایی
- برق رسانی روستایی
- آموزش و پرورش ابتدایی
- آموزش بزرگسالان
- تغذیه
- بهبود محیط زیست زاغههای شهری
- مسکن برای کارگران بدون زمین

## اصول
دو اصل اساسی در طول اجرای برنامه نیازهای کمینه مشاهده می‌شود:
- امکانات تحت برنامه نیازهای کمینه (MNP)، به منظور حذف نابرابری میان مناطق مختلف، برای اولین بار در آن مناطقی ارائه شود که کماکان محروم هستند.
- امکانات تحت برنامه نیازهای کمینه (MNP) باید به مناطق از طریق پروژه‌های منطقه ای میان بخشی به شکل یک بسته جهت تأثیرپذیری بیشتر، ارائه شود.

## اهداف

### بهداشت روستایی
اهداف که باید تا پایان هشتمین برنامه پنج سالهبرآورد شود:
- یک مرکز بهداشت مرزی برای جمعیت ۳۰۰۰۰ نفری مناطق دشتی و ظرفیت ۲۰۰۰۰ نفری در مناطق قبیله ای و کوهستانی
- یک مرکز جانبی برای جمعیت ۵۰۰۰ نفره در دشت‌ها و ۳۰۰۰ نفره درمناطق قبیله ای و کوهستانی
- یک مرکز بهداشت عمومی برای جمعیت ۱۰۰۰۰۰ نفره

احداث محیط‌های مراکز بهداشتی مرزی و بهبود سطح آنها نیز جزئی از برنامه نیازهای کمینه(MNP) به حساب می‌آید.

### تغذیه
- گسترش حمایت‌های تغذیه ای به جمعیت ۱۱ میلیون نفره واجد شرایط
- تحکیم برنامه وعده غذایی نیمروزی و پیوند دادن آن به سلامت، آب آشامیدنی و بهداشت.